# Bye Bye Bye
Bye Bye Bye är en låt av det forna pojkbandet 'NSYNC från deras andra studioalbum No Strings Attached som släpptes den 17 januari 2000. Låten är skriven av Kristian Lundin, Jake Schulze och Andreas Carlsson och har genren pop, danspop och funk.